# László Jeney

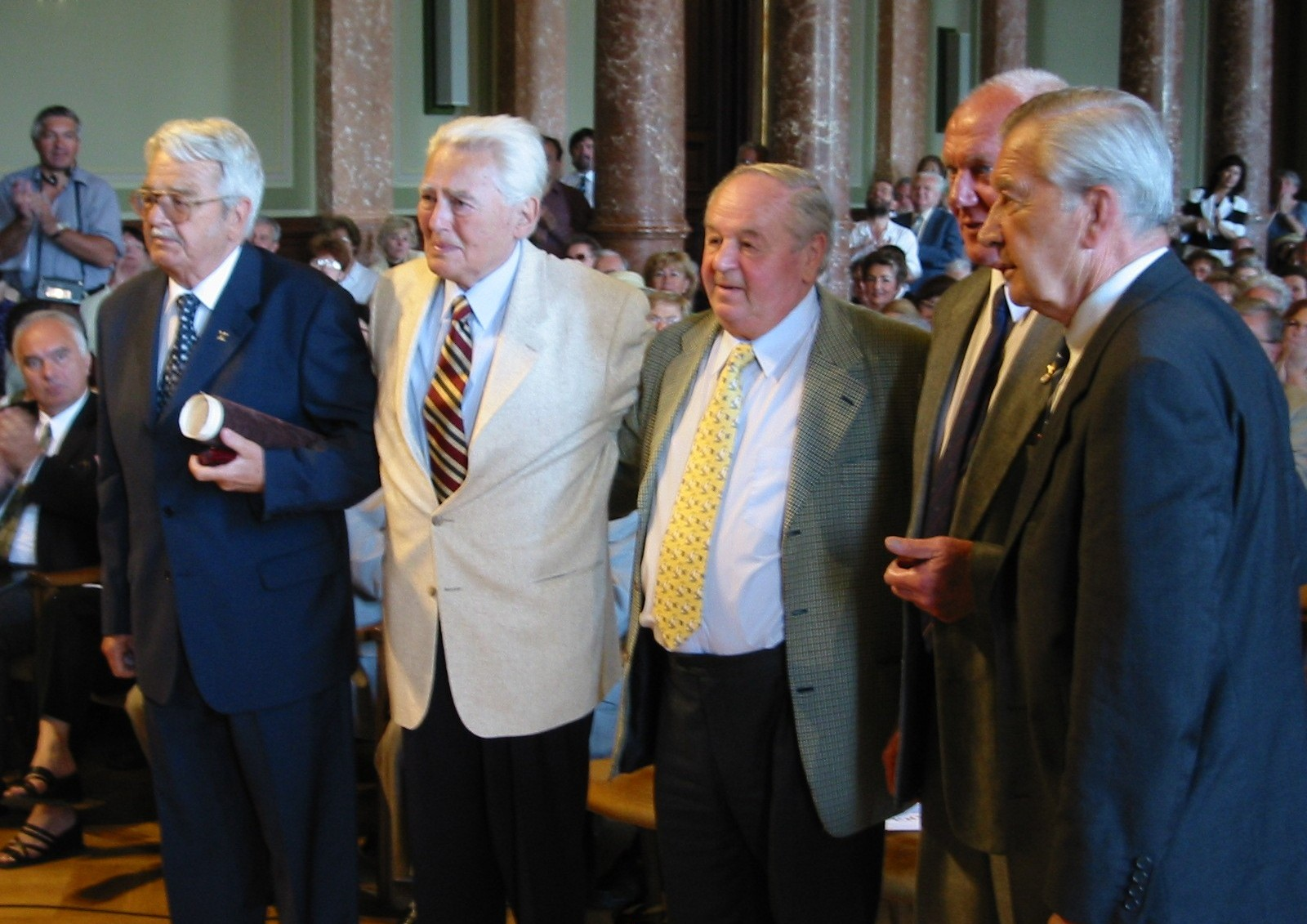
Fünf Olympiasieger von 1956 im Jahr 2004 (von links nach rechts): Jeney, Markovits, Kárpáti, Bolvári und Gyarmati

László Jeney (* 30. Mai 1923 in Cluj-Napoca; † 24. April 2006 in Budapest) war ein ungarischer Wasserballer.
László Jeney bestritt als Torhüter 64 Länderspiele für Ungarn. Er wurde mit der ungarischen Wasserball-Nationalmannschaft 1952 und 1956 Olympiasieger. 1948 wurde er Olympiazweiter und bei den Spielen 1960 gewann er Bronze. 1954 und 1958 wurde Jeney mit der ungarischen Mannschaft Europameister.
Nachdem 1956 der Ungarische Volksaufstand blutig niedergeschlagen worden war, gehörte Jeney zu den sechs Spielern, die nach den Olympischen Spielen 1956 nicht unmittelbar nach Ungarn zurückkehrten. 1958 war er aber bereits wieder Mitglied der ungarischen Mannschaft.